# Gepus tersus
Gepus tersus är en insektsart som beskrevs av Luisa Eugenia Navas 1918. Gepus tersus ingår i släktet Gepus och familjen myrlejonsländor. Inga underarter finns listade i Catalogue of Life.